# Signal (EP của Twice)
Signal là mini album (EP) thứ tư của nhóm nhạc nữ Hàn Quốc Twice. Album được phát hành trực tuyến trên các trang âm nhạc và các cửa hàng vào ngày 15 tháng 5 năm 2017 bởi JYP Entertainment và được phân phối bởi Genie Music.
EP gồm sáu bài hát, bao gồm cả bài hát chủ đề "Signal" được sản xuất bởi Park Jin Young, là một bài hát có được lập theo phong cách Roland TR-808 và hi-hat. Một số nhà sản xuất và nhà soạn nhạc đã tham gia vào album, bao gồm thành viên của Twice, Jihyo và Chaeyoung đã viết lời cho ca khúc thứ năm "Eye Eye Eyes", trong khi ca khúc thứ ba "Only You" có lời bài hát được viết bởi cựu thành viên Wonder Girls Ha: tfelt.

## Bối cảnh và phát hành
Ngày 31 tháng 3 năm 2017, có thông báo rằng Twice sẽ phát hành album trước khi ra mắt tại Nhật. Tuy nhiên, JYP Entertainment đã nhanh chóng phủ nhận tin này và tuyên bố rằng chưa có gì được xác nhận.
Ngày 18 tháng 4, công ty xác nhận sự trở lại của Twice vào tháng 5. Chín ngày sau, có thông báo rằng nhóm đã hoàn tất việc quay MV cho ca khúc chủ đề do Park Jin-young sản xuất.
Ngày 1 tháng 5, Twice đã chia sẻ qua các kênh SNS chính thức của họ với một hình ảnh teaser 9 thành viên mặc đồng phục của trường học và xác nhận sẽ phát hành EP thứ 4 mang tên Signal vào ngày 15. Nhóm cũng thông báo lịch trình quảng bá cho album, bao gồm cả hai buổi diễn encore của Twice 1st Tour: Twiceland The Opening vào ngày 17-18 tháng 6 đã được tổ chức tại Sân vận động trong nhà Jamsil. Ngày hôm sau, JYPE tiết lộ rằng EP có ba phiên bản với chín bìa đĩa CD ngẫu nhiên.
Hình ảnh teaser cá nhân của các thành viên, đặt hai tay lên đầu bằng ký tự Y của bảng chữ cái bằng tay Mỹ giống như hai ăng-ten, đã được phát hành trong vài ngày tiếp theo. Sau đó là một loạt các đoạn video teaser của chín thành viên, một video intro với những hình ảnh màu sắc khó hiểu như một bộ phim viễn tưởng cho thấy cảnh người ngoài hành tinh có đôi mắt to vuốt ve con thỏ trong rừng và một video spoiler hé lộ giai điệu của từng bài hát trong EP.
Đoạn video teaser đầu tiên của "Signal" được phát hành vào ngày 13 tháng 5. Album cùng với video âm nhạc cho ca khúc chủ đề chính thức phát hành vào ngày 15 lúc 18:00 KST dưới dạng tải nhạc số trên các trang web âm nhạc khác nhau trong khi đĩa cứng lại được ra mắt vào ngày hôm sau.

## Quảng bá
JYP Entertainment từ chối báo cáo về kế hoạch của nhóm để quảng bá cho EP này chỉ trong hai tuần để Twice ra mắt vào tháng 6 tại Nhật Bản. Trưởng nhóm Twice Jihyo, đã nghỉ bỏ một số hoạt động vì bị chấn thương đầu gối, sau đó gia nhập lại để quảng bá.
Không giống như trong lần comeback trước của nhóm, Twice quảng bá trên các chương trình giải trí. Nhóm đã ghi hình đầu tiên cho EP trên chương trình giải trí vào ngày 26 tháng 4 năm 2017 với tư cách khách mời của I Can See Your Voice. Vào ngày 3, 4 và 9 tháng 5, Twice lần lượt ghi hình mỗi tập cho Weekly Idol, Knowing Bros và Top 3 Chef King.
Twice đã tổ chức một sự kiện truyền thông tại Quảng trường Blue Square ở Hannam-dong, Seoul trước khi phát hành EP. Nhóm đã có màn trình diễn comeback với người hâm mộ trong hai giờ đồng hồ sau khi phát hành, nhóm đã biểu diễn "Signal" và các bài hát khác trong các album trước của họ như "Like Ooh-Ahh", "Cheer Up" và nhiều ca khúc khác nữa. Nó được phát sóng trực tiếp qua Naver V Live.
Nhóm trở lại sân khấu vào tập ngày 18 tháng 5 của M Countdown, tiếp theo là biểu diễn trên chương trình Music Bank FIFA U-20 World Cup Opening Commemorative in Jeonju, Show! Music Core và Inkigayo lần lượt vào ngày 19, 20 và 21. Twice kết thúc quảng bá trong các chương trình âm nhạc vào tập Inkigayo vào ngày 4 tháng 6.

## Hiệu suất thương mại
Vào ngày 23 tháng 5 năm 2017, có thông báo rằng Signal đã bán được hơn 250.000 bản trong vòng một tuần sau khi phát hành. EP và ca khúc chủ đề của album này đã bước vào bảng xếp hạng Billboard chart và World Digital Songs ở vị trí số 3.
Signal ra mắt tại đầu bảng xếp hạng Gaon Album Chart vào ngày 14-20 tháng 5 năm 2017. Trong tuần thứ hai và thứ ba, EP xếp vị trí thứ 5 và đứng ở vị trí thứ 7 trong tuần thứ tư. EP đã đứng ở vị trí thứ 2 trên bảng xếp hạng tháng 5 năm 2017 với 248.550 bản được bán ra.

## Danh sách bài hát
| STT              | Nhan đề                           | Phổ lời                   | Phổ nhạc | Biên khúc | Thời lượng |
| ---------------- | --------------------------------- | ------------------------- | --- | --- | ---------- |
| 1.               | "Signal"                          | J.Y. Park "The Asiansoul" | J.Y. Park "The Asiansoul" Kairos                                                                                | J.Y. Park "The Asiansoul" Kim Seung-soo Armadillo Kairos                                                        | 3:16       |
| 2.               | "Three Times a Day" (하루에 세번) | Kim Won Dia               | Kim Won Dia | Kim Won | 3:11       |
| 3.               | "Only You" (Only 너)              | Ha:tfelt                  | David Anthony Eames Debbie-Jane Blackwell 72                                                                    | David Anthony Eames                                                                                             | 3:38       |
| 4.               | "Hold Me Tight"                   | Jowul                     | Jowul Scott Granger Brian Judah Johnny Marnell Roahn Hylton                                                     | Jowul | 3:19       |
| 5.               | "Eye Eye Eyes"                    | Jihyo Chaeyoung           | Lise Kristin Kvenseth Erlend Elvesveen Jo Sverre Sande Tone Ravna Bjørnstad Rune Helmersen Elizaveta Vassilieva | Lise Kristin Kvenseth Erlend Elvesveen Jo Sverre Sande Tone Ravna Bjørnstad Rune Helmersen Elizaveta Vassilieva | 2:55       |
| 6.               | "Someone Like Me"                 | Park Won                  | Ronny Vidar Svendsen Anne Judith Stokke Wik Nermin Harambašić Moa Anna Maria Carlebecker                        | Ronny Vidar Svendsen Anne Judith Stokke Wik Nermin Harambašić Moa Anna Maria Carlebecker                        | 3:25       |
| Tổng thời lượng: | Tổng thời lượng:                  | Tổng thời lượng:          | Tổng thời lượng:                                                                                                | Tổng thời lượng:                                                                                                | 19:44      |

| DVD phiên bản Thái Lan | DVD phiên bản Thái Lan          | DVD phiên bản Thái Lan |
| STT                    | Nhan đề                         | Thời lượng             |
| ---------------------- | ------------------------------- | ---------------------- |
| 1.                     | "Signal" (Music video)          |                        |
| 2.                     | "Signal" (Teaser α)             |                        |
| 3.                     | "Signal" (Teaser β)             |                        |
| 4.                     | "Signal" (Teaser γ)             |                        |
| 5.                     | "Signal" (Music video intro)    |                        |
| 6.                     | "Signal" (Music video teaser)   |                        |
| 7.                     | "Signal" (Dance practice video) |                        |
| 8.                     | "Signal" (Behind film #1)       |                        |
| 9.                     | "Signal" (Behind film #3)       |                        |
| 10.                    | "Signal" (Behind film #5)       |                        |

## Sản xuất nội dung
Công trạng được ghi nhận tại dòng ghi chú trên album.

### Địa điểm
| Thu âm - JYPE Studios, Seoul, Hàn Quốc - Kairos Music Group, Los Angeles, California Hòa âm - Mirrorball Studios, Seoul, Hàn Quốc - J's Atelier, Seoul, Hàn Quốc - JYPE Studios, Seoul, Hàn Quốc - W Sound Studio, Seoul, Hàn Quốc | Xử lý hậu kỳ - Honey Butter, Seoul, Hàn Quốc |

### Nhân sự
- J. Y. Park "The Asiansoul" – producer, session instruments, keyboards and computer programming (cho "Signal")
- Lee Ji-young – direction and coordination (A&R)
- Jang Ha-na – music (A&R)
- Nam Jeong-min – music (A&R)
- Jane Kim – music (A&R)
- Park Soon-hyeong – music (A&R)
- Kim Ji-hyeong – production (A&R)
- Choi A-ra – production (A&R)
- Kim Bo-hyeon – design (A&R), album design and artwork
- Kim Tae-eun - design (A&R), album design and artwork
- Eom Se-hee – recording and mixing engineer
- Im Hong-jin – recording engineer
- Choi Hye-jin – recording and assistant recording engineer
- Kim Yong-woon "goodear" – recording engineer
- Jang Han-soo – assistant recording engineer
- Wes Koz – assistant recording engineer
- Tony Maserati – mixing engineer
- Jeong Jin – mixing engineer
- Lee Tae-seob – mixing engineer
- Jo Joon-seong – mixing engineer
- Miles Comaskey – assistant mixing engineer
- Park Jeong-eon – mastering engineer
- Kim Young-jo (Naive Creative Production) – music video director
- Yoo Seung-woo (Naive Creative Production) – music video director
- Lee Soo-jin (Agency Prod) – photographer
- Choi Hee-seon – style director
- Im Ji-hyeon – style director
- Park Nae-joo – hair director
- Won Jeong-yo – makeup director
- Yoon Hee-so – choreographer
- Kang Da-sol – choreographer
- T.Z – choreographer
- Rie Hata – choreographer
- Today Art – printing
- Kim Seung-soo – session instruments, keyboards and computer programming (cho "Signal")
- Armadillo – session instruments, keyboards and computer programming (cho "Signal") and vocal production (cho "Only You")
- Joe J. Lee "Kairos" – session instruments, keyboards, computer programming and vocal production (cho "Signal")
- Hobyn "K.O" Yi – additional engineering and vocal production (cho "Signal")
- Samuel J Lee "Swish" – vocal production (cho "Signal")
- Esther Park "Legaci" – background vocals (cho "Signal")
- Kim Won – session instruments and computer programming (cho "Three Times a Day")
- Kim So-jin – background vocals (cho "Three Times a Day")
- David Anthony Eames – session instruments and computer programming (cho "Only You")
- Park Soo-min – background vocals (cho "Only You")
- Jowul – session instruments, computer programming and background vocals (cho "Hold Me Tight") and vocal production (cho "Eye Eye Eyes")
- Nayeon – background vocals (cho "Hold Me Tight")
- Jihyo – background vocals (cho "Hold Me Tight" and "Eye Eye Eyes")
- Erlend Elvesveen – session instruments and computer programming (cho "Eye Eye Eyes")
- Tone Ravna Bjørnstad – session instruments and computer programming (cho "Eye Eye Eyes")
- Rune Helmersen – session instruments and computer programming (cho "Eye Eye Eyes")
- Ronny Vidar Svendsen – session instruments and computer programming (cho "Someone Like Me")
- Twice – background vocals (cho "Someone Like Me")
- Cazzi Opeia – background vocals (cho "Someone Like Me")
- Park Won – vocal production (cho "Someone Like Me")
- Kwon Young-chan – vocal production (cho "Someone Like Me")

## Bảng xếp hạng

### Bảng xếp hạng hàng tuần
| Bảng xếp hạng (2017)                   | Thứ hạng cao nhất |
| Album Nhật Bản (Oricon)                | 11                |
| Album Hàn Quốc (Gaon)                  | 1                 |
| Album Heatseekers Mỹ (Top Heatseekers) | 11                |
| Album Mỹ Thế giới (Billboard)          | 3                 |

### Bảng xếp hạng cuối năm
| Bảng xếp hạng (2017)  | Thứ hạng |
| Album Hàn Quốc (Gaon) | 14       |

| Bảng xếp hạng (2018)  | Thứ hạng |
| Album Hàn Quốc (Gaon) | 95       |

## Giải thưởng
| Năm  | Giải thưởng                       | Hạng mục              | Kết quả | Chú thích |
| ---- | --------------------------------- | --------------------- | ------- | --------- |
| 2017 | Mnet Asian Music Award lần thứ 19 | Album của năm         | Đề cử   |           |
| 2018 | Gaon Chart Music Awards lần thứ 7 | Album của năm – Quý 2 | Đề cử   | [ 52 ]    |

## Lịch sử phát hành
| Khu vực   | Ngày                                      | Định dạng   | Nhà phân phối                    | Chú thích |
| --------- | ----------------------------------------- | ----------- | -------------------------------- | --------- |
| Toàn quốc | 15 tháng 5 năm 2017                       | Tải nhạc số | JYP Entertainment Genie Music    | [ 53 ]    |
| Hàn Quốc  | 15 tháng 5 năm 2017                       | Tải nhạc số | JYP Entertainment Genie Music    | [ 54 ]    |
| Hàn Quốc  | 15 tháng 5 năm 2017                       | CD          | JYP Entertainment Genie Music    | [ 22 ]    |
| Thái Lan  | 24 tháng 11 năm 2017 (Phiên bản Thái Lan) | CD and DVD  | JYP Entertainment BEC-Tero Music | [ 45 ]    |